# Smoczewo
Smoczewo (bułg. Смочево) – wieś w Bułgarii, w obwodzie Kiustendił, w gminie Riła. Według danych szacunkowych Ujednoliconego Systemu Ewidencji Ludności oraz Usług Administracyjnych dla Ludności, 15 czerwca 2020 roku miejscowość liczyła 234 mieszkańców.

## Zabytki
Do rejestru zabytków wpisano Cerkiew pw św. Eliasza, a także kaplica św. Mikołaja Letniego.

## Osoby związane z miejscowością

### Urodzeni
- Temenużka Pawlewczewa (1924–1992) – bułgarska kmet Dupnicy